# Mohamed Ghannouchi
Mohamed Ghannouchi o Mohamed Ghanushi (en transcripción árabe, محمد الغنوشي, Mʋhɑm̑ɑd alƠɑnúşí) (n. Susa, Túnez, 18 de agosto de 1941) es un político tunecino. Ocupó el puesto de primer ministro (1999 - 2011) hasta que las protestas posteriores a la revolución que expulsó del poder al presidente Ben Ali le forzaron a dimitir. También fue brevemente Presidente de Túnez entre la huida del anterior presidente, Ben Ali, y la designación de Fouad Mebazaa por el Consejo Constitucional.

## Carrera
Asumió la presidencia de la república de forma temporal tras el abandono del anterior mandatario, Zine El Abidine Ben Ali, el 14 de enero de 2011, en el contexto de las revueltas populares acontecidas en el país desde diciembre de 2010. Es miembro del parlamento tunecino por parte de la Agrupación Constitucional Democrática. Fue sucedido por Fouad Mebazaa un día después de su asunción.
Entre 1992 y 1999 ocupó el cargo de ministro de Exteriores y Cooperación Internacional, y entre 1999 y 2011 llegó al puesto de primer ministro de Túnez hasta la caída de Zine El Abidine Ben Ali el 14 de enero. En esa fecha asumió la primera magistratura de la nación durante unas horas.
Posteriormente reasumió como primer ministro, y formó un gobierno de unidad nacional; el mismo incluye miembros de partidos de la oposición, representantes de la sociedad civil y hasta un bloguero, Slim Amamou.
El 18 de enero Mebazaa y el primer ministro Ghannouchi renunciaron a su militancia en el partido de la Agrupación Constitucional Democrática, para calmar las críticas de la oposición al antiguo régimen y tratar de salvar el recién formado gobierno de unidad nacional que se desintegra ante las renuncias de los ministros opositores que rechazan la presencia en el gobierno de colaboradores del derrocado Ben Ali y la permanencia del antiguo partido único en el poder.

## Dimisión como primer ministro
El 27 de febrero, poco más de un mes después, anuncia su dimisión como primer ministro del gobierno de transición, tras unos días de intensas manifestaciones en las que miles de manifestantes pedían su dimisión y la del resto del gobierno. El cargo de primer ministro lo pasó a ocupar Béji Caïd Essebsi.